# فرودگاه لیوپانشان گویان
فرودگاه لیوپانشان گویان (به انگلیسی: Guyuan Liupanshan Airport) یک فرودگاه همگانی با کد یاتا GYU است که یک باند فرود بله دارد. این فرودگاه در کشور چین قرار دارد و در ارتفاع ۱۷۰۰ متری از سطح دریا واقع شده است.

## شرکت‌های هواپیمایی و مقصدهای پروازی
| شرکت‌های هواپیمایی      | مقصدهای پروازی                  |
| ---------------------- | ------------------------------- |
| China Express Airlines | چنگچینگ ییانگبی، یینچوان هیدونگ |
| جوی ایر                | شی‌آن شیان‌یانگ، یینچوان هیدونگ   |
| جونیائو ایرلاینز       | شانگهای پودنگ، شی‌آن شیان‌یانگ    |